# Mali Školj
Mali Školj je majhen nenaseljen otoček v Jadranskem morju, ki pripada Hrvaški.
Mali Školj, na nekaterih pomorskih kartah označen tudi kot Dolni Školj, leži v Velebitskem kanalu med otočkoma  Veliki in Mali Ražanac. Njegova površina je manjša od 0,01 km².